# توم غريفز
توم غريفز (بالإنجليزية: Tom Graves)‏ هو كاتب أمريكي، ولد في 7 يوليو 1954 في ممفيس في الولايات المتحدة.